# 169 (число)
Вижте пояснителната страница за други значения на 169.
169 (сто шестдесет и девет) е естествено, цяло число, следващо 168 и предхождащо 170.
Сто шестдесет и девет с арабски цифри се записва „169“, а с римски цифри – „CLXIX“. Числото 169 е съставено от три цифри от позиционните бройни системи – 1 (едно), 6 (шест), 9 (девет).

## Общи сведения
- 169 е нечетно число.
- 169-ият ден от годината е 18 юни.
- 169 е година от Новата ера.